# Erbezzo
Erbezzo é uma comuna italiana da região do Vêneto, província de Verona, com cerca de 774 habitantes. Estende-se por uma área de 32,38 km², tendo uma densidade populacional de 24 hab/km². Faz fronteira com Ala (TN), Bosco Chiesanuova, Grezzana, Sant'Anna d'Alfaedo.

## Demografia
| Variação demográfica do município entre 1861 e 2011                               |
|                                                                                   |
| Fonte: Istituto Nazionale di Statistica (ISTAT) - Elaboração gráfica da Wikipedia |